# شارلمانی، کبک

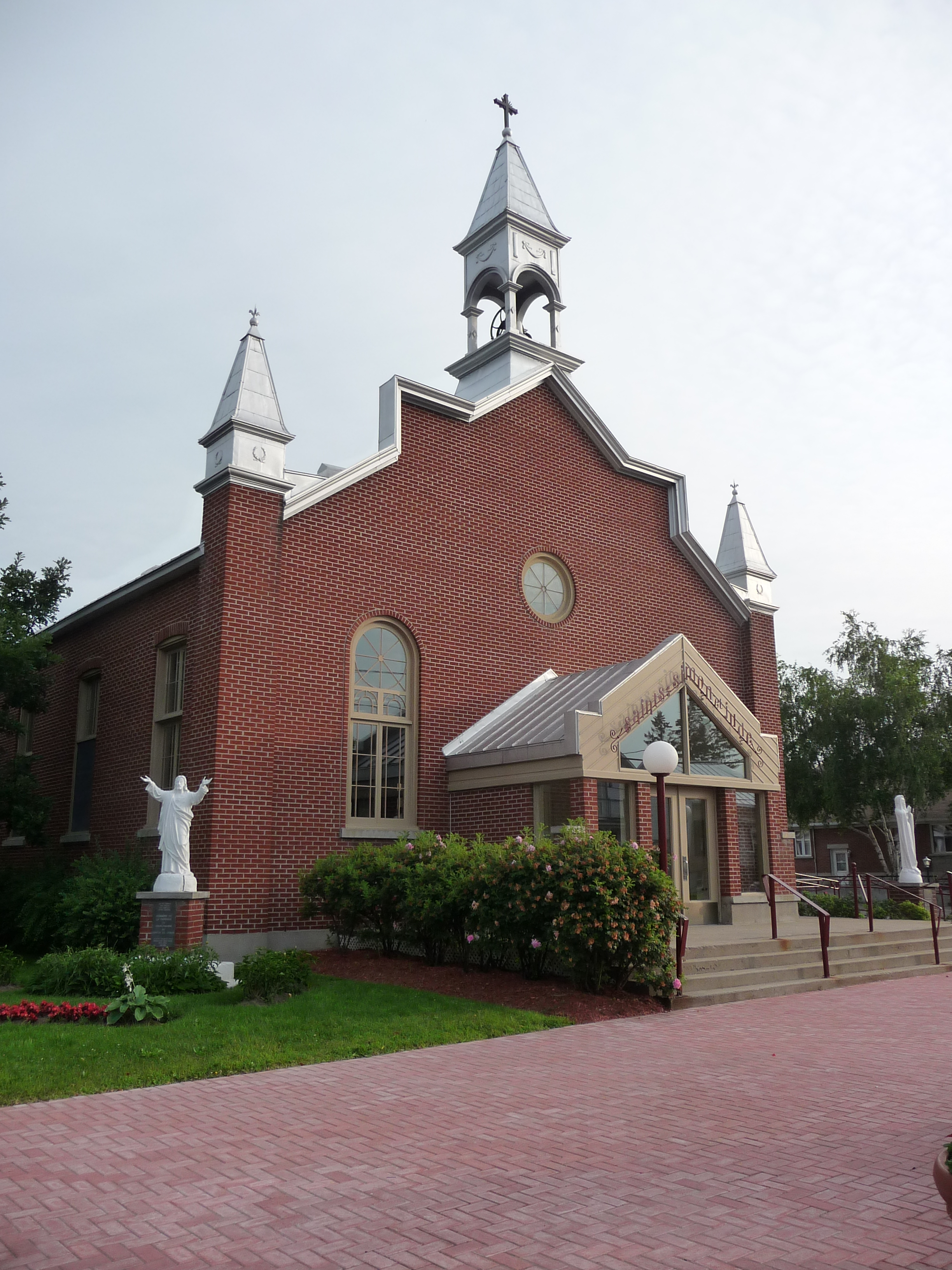
نمایی از کلیسای شهرک شارلمانی در ناحیه لانودییر - ۲۰۱۳

شارلمانی (به فرانسوی: Charlemagne) شهرکی در منطقه شهری لسومپسیون ناحیه لانودییر در استان کبک کانادا است. در سرشماری سال ۲۰۱۱ این شهرک ۵٬۸۱۵ نفر جمعیت داشته‌است و مساحت آن ۱٫۹۵ کیلومتر مربع است.این شهر زادگاه خواننده معروف سلن دیون نیز هست.